# Synagoga Hersza Szpejberga i Jakuba Zaksa w Łodzi (ul. Cegielniana 46)
Synagoga Hersza Szpejberga i Jakuba Zaksa w Łodzi – prywatny dom modlitwy znajdujący się w Łodzi przy ulicy Cegielnianej 46.
Synagoga została zbudowana w 1893 roku z inicjatywy Hersza Szpejberga i Jakuba Zaksa. W 1897 roku synagogę przeniesiono do nowego lokalu przy ulicy Widzewskiej 42.